# Антонов, Сергей Иванович
Сергей Иванович Антонов (род. 17 апреля 1954 года, Баку, Азербайджанская ССР) — руководитель направления промышленного вооружения и такелажа АО «Южморрыбфлот» (Приморский край). Лауреат Государственной премии СССР за выдающиеся достижения в труде и научно-техническом творчестве (1988). Герой Труда Российской Федерации (2019).
Окончил Азербайджанский рыбопромышленный техникум. С 1973 года — мастер добычи в управлении производственных флотилий «Дальморепродукт». С 2007 года трудится в «Южморрыбфлоте».

## Награды
- Герой Труда Российской Федерации (26.04.2019) — «за особые трудовые заслуги перед государством и народом»[1].
- Орден Трудовой Славы III степени (04.07.1986)
- Медаль «За трудовую доблесть» (17.03.1981)
- Медаль Рыболовства «За заслуги в развитии рыбного хозяйства России» 2-й степени (2015)
- Государственная премия СССР (1988) — за выдающиеся достижения в труде и научно-техническом творчестве.